# Воины-орлы
Воины-орлы (Рыцари-орлы) — вид пехоты, входивший в состав армии ацтеков. Орлиные воины или орлиные рыцари были особым классом пехоты в ацтекской армии, одним из двух ведущих военных классов в ацтекском обществе. Эти классы были собраны из самых храбрых солдат, имевших благородное рождение и тех, кто захватывал наибольшее количество пленных в бою. Из всех ацтекских воинов, они были самыми опасными. Орлиные воины, как и ягуаровые воины, были единственными классами, не ограничивающихся только дворянским составом и допускавшие иногда в свои ряды простолюдинов за особые заслуги. Символом орлов было Солнце. Сохранилось большое количество статуэток и изображений этих солдат.
Жизнь ацтеков-воинов была постоянной борьбой. Главной задачей ведения войны ацтеками был захват как можно большего количества пленных. По мере расширения империи ацтеков, однако, прирост территории стал более приоритетным.

## Вооружение
Основным оружием воинов-орлов был макуауитль — деревянный меч с лезвиями из обсидиана. Помимо макуаитлей воины использовали луки, копья и атлатли. В качестве защитного снаряжения использовались стёганые хлопковые доспехи, деревянные щиты и шлемы, выполненные в форме головы орла.

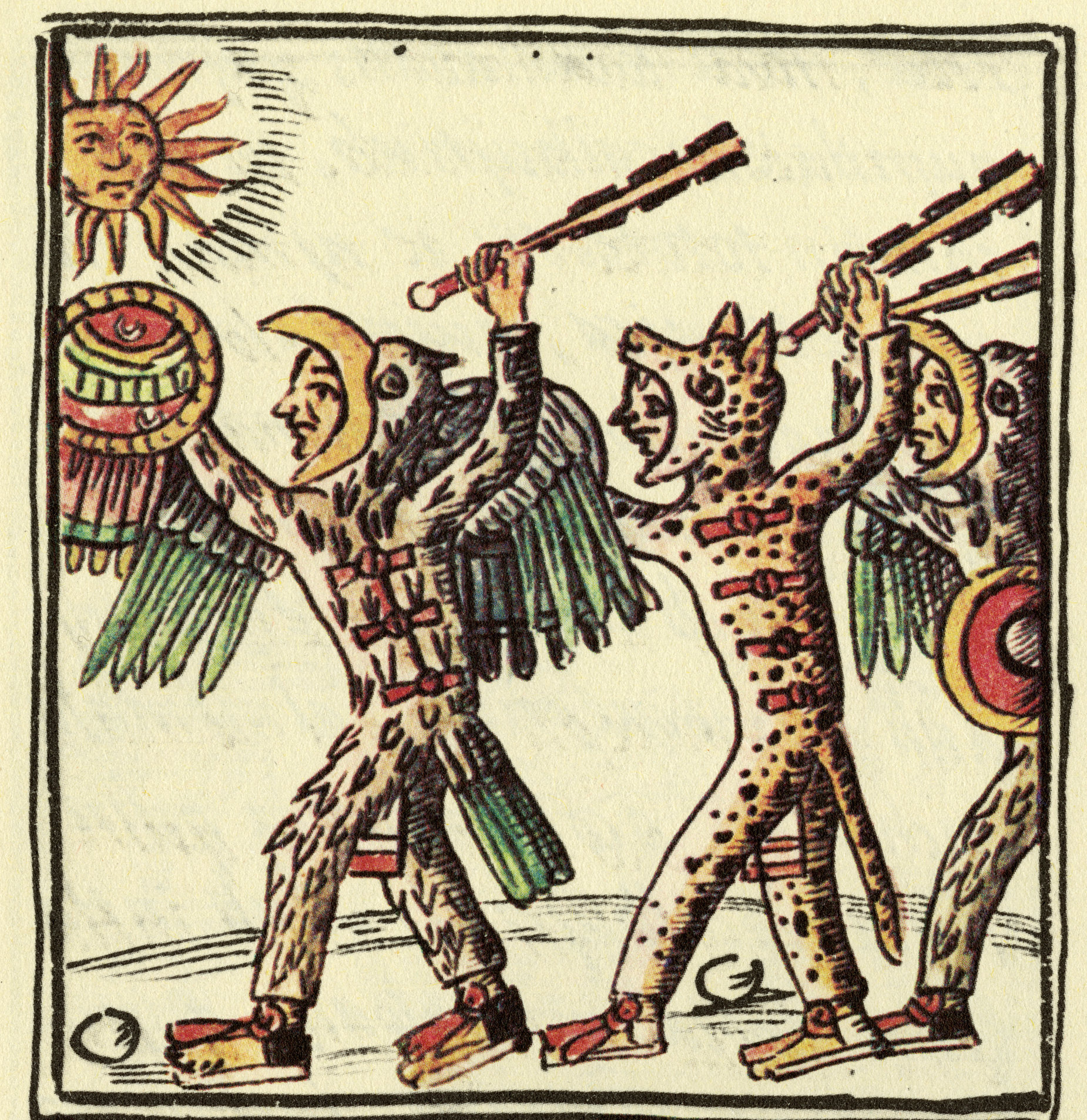
Воин-Ягуар между двумя Воинами-орлами